# Молотай, Анатолий Михайлович
Анатолий Михайлович Молотай (укр. Анатолій Михайлович Молотай; 22 августа 1938, Проскуров, Каменец-Подольская область — 29 ноября 2022, Киев) — организатор, художественный руководитель и главный дирижёр Национального президентского оркестра, профессор. Народный артист Украинской ССР (1990).

## Биография
Родился 22 августа 1938 года в селе Ружична Хмельницкой области.
С 15 лет начал своё музыкальное образование в Хмельницком военном оркестре. Впоследствии вошёл в коллектив Образцового оркестра Прикарпатского военного округа.
В 1964 году окончил военно-дирижёрский факультет при Московской консерватории. Во время учёбы в Москве активно общался с легендарным разведчиком Г. А. Пастухом с Ружичны и его семьёй.
Много лет был дирижёром оркестра МВД УССР.
С 1987 года работал в Национальной музыкальной академии Украины, преподавал дирижирование на кафедре духовых и ударных инструментов.
С 1991 года начальник оркестровой службы Нацгвардии Украины образца 1991—2000 годов; основатель, художественный руководитель и главный дирижёр Оркестра торжественных церемоний, Отдельного образцово-показательного духового оркестра Национальной гвардии Украины (1992), Президентского оркестра Национальной гвардии Украины (1997), Президентского оркестра Вооружённых Сил Украины (2000) и Национального президентского оркестра (2003).
Автор около 120 аранжировок для симфонического и духового оркестров. Полный кавалер ордена «За заслуги».
В 2018 году к годовщине референдума 1 декабря награждён Орденом князя Ярослава Мудрого V степени.
В 2021 году решением восьмой сессии Хмельницкого городского совета от 23.09.2021 года № 1 присвоено звание «Почётный гражданин Хмельницкого городского территориального общества».